# Гмунденський трамвай
Гмунденський трамвай (нім. Straßenbahn Gmunden) — трамвайна мережа міста Гмунден (Австрія). Є однією з найменших трамвайних систем світу. Складається з однієї лінії довжиною 2,3 км. 
Лінія відкрита в 1894 році, а з 2018 року сполучена з Траунзебан, утворивши Траунзетрам.

Трамвайну систему експлуатує приватна фірма «Stern & Hafferl».

## Історія
Трамвайна лінія в Гмундені була відкрита 13 серпня 1894 року, після будівництва, яке тривало всього п'ять місяців. Спочатку довжина лінії складала 2,5 км, в 1975 році лінія була скорочена до 2,3 км.

## Опис системи
Система гмунденського трамвая складається всього з однієї лінії довжиною 2,3 км Ширина колії — 1000 мм. Напруга контактної мережі — 600 вольт.
Зупинки: Bahnhof — Grüner Wald — Gmundner Keramik — Rosenkranz — Tennisplatz — Kuferzeile — Bezirkshauptmannschaft — Franz-Josef-Platz. Єдине депо розташоване між зупинками Grüner Wald і Gmundner Keramik.

## Рухомий склад
На початок 2020-х Траунзетрам обслуговується низькопідлоговими трамваями Stadler Tramlink.

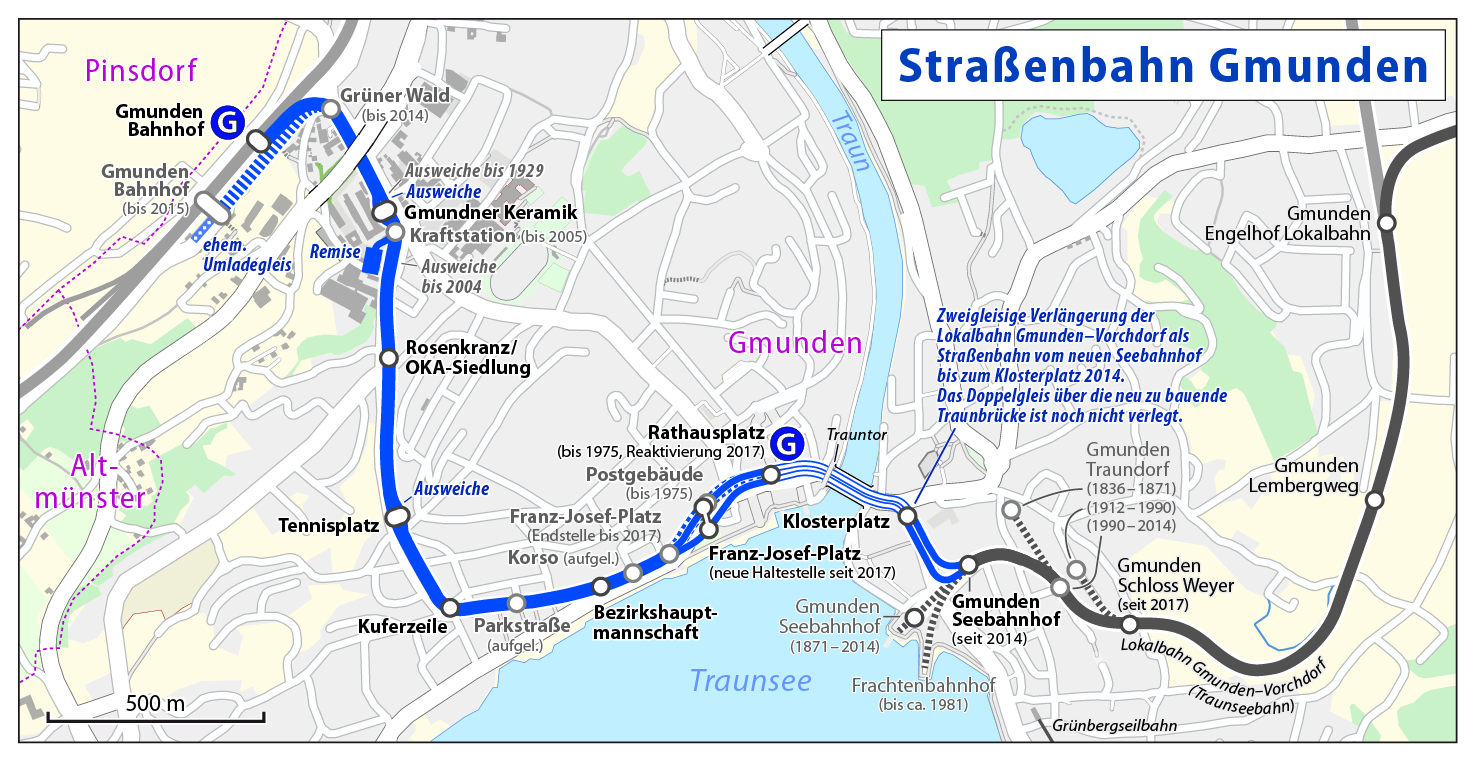